# Donald Bamberg

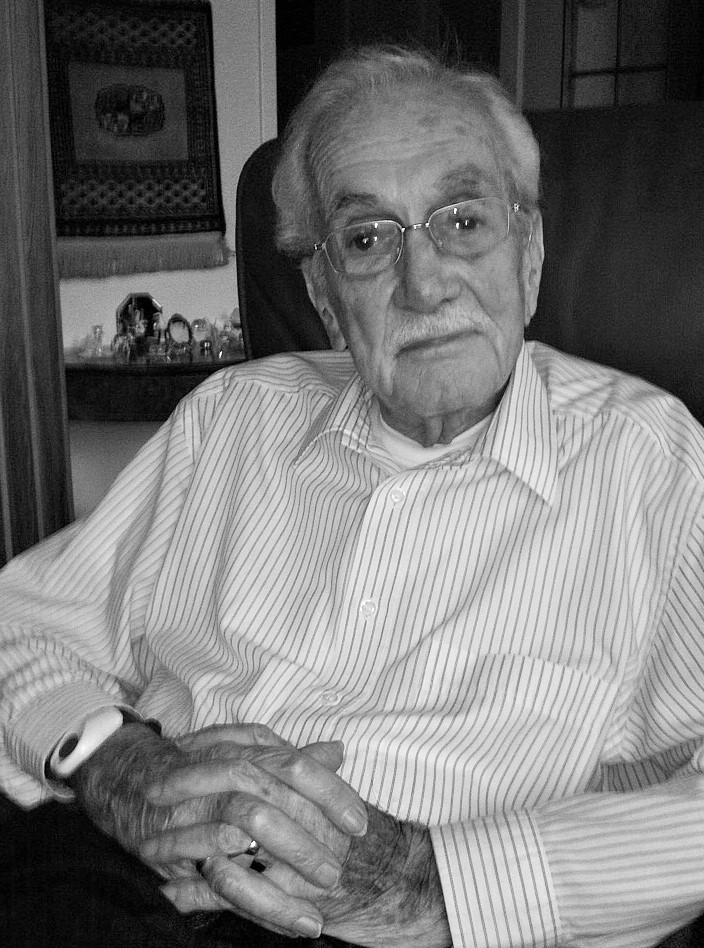
Donald Bamberg (2010)

Donald Earl Bamberg (New York, 30 januari 1920 – Den Haag, 31 januari 2013) was een Nederlandse verzetsstrijder tijdens de Tweede Wereldoorlog. Hij was een zoon van de goochelaar Theo Bamberg, die onder de kunstenaarsnaam Okito bekend is geworden.

## Leven
Bamberg verhuisde op vierjarige leeftijd met zijn vader van New York naar Wenen. Na de Anschluss van Oostenrijk verhuisde het gezin naar het in deze tijd nog vreedzame Nederland, waar zijn vader een villa aan de Vliet in Rijswijk had gekocht. Hoewel zijn vader op 12 mei 1940 wegens de inval van de Duitsers in Nederland op 10 mei het land ontvluchtte naar West-Indië, bleef Bamberg in Rijswijk en ging het Nederlandse leger in, waar hij onderofficier bij het Regiment Grenadiers en Jagers werd.
Toen het Duitse leger in mei 1940 Nederland bezette, werd Bamberg door het actief verzet benaderd. Het was zijn opdracht Duitse gevechtsstellingen op te tekenen, zodat deze aan de geallieerde strijdmacht konden worden doorgegeven. Op 19 augustus werd hij verraden en gearresteerd en in oktober 1941 wegens spionage ter dood veroordeeld. Dit oordeel werd na dertien maanden dodencel in levenslang veranderd. In november 1942 begon voor Bamberg een odyssee door de concentratiekampen Amersfoort, Buchenwald, Natzweiler, Sennheim, Dachau, Neuengamme, Engerhafe, Gross-Rosen, Mittelbau-Dora, Ravensbrück en Malchow.
Na zijn terugkomst uit de gevangenschap in mei 1945 werkte Bamberg eerst bij de Volkskrant in Den Haag, daarna op kantoor van een verzekeringsmaatschappij, waar hij procuratiehouder en leider der afdeling buitenland werd. Hij trouwde in 1946 en werd in 1947 vader van een zoon, die naar zijn grootvader Theo vernoemd werd.
Over zijn oorlogsbelevenissen publiceerde Bamberg in 1985 zijn boek Dossier NN, met aandacht voor het lot van de bevolking van Putten na represailles van de Duitse bezetting in oktober 1944; in gevangenschap ontmoette Bamberg een aantal Puttense mannen, van wie hij er drie beschrijft. Dit eerste boek van Bamberg werd in 2011 heruitgegeven en verscheen in 2015 in het Duits als e-book en paperback onder de titel Dossier NN - Ich überlebte die Todeszelle und neun Konzentrationslager.
 
Toen in 2015 bij toeval het oorspronkelijke, onverkorte manuscript van Dossier NN werd gevonden, werd dit manuscript onder de titel: Don Bamberg - Ik overleefde de dodencel en negen concentratiekampen als e-book en paperback uitgegeven. In 2017 verscheen ook de Engelse vertaling Don Bamberg - I survived death row and nine concentration camps als e-book en paperback.
Bamberg kreeg in 2012 het erelidmaatschap van de Duitse vereniging Gedenkstätte KZ Engerhafe aangeboden. Hij was de laatste overlevende van het concentratiekamp Aurich-Engerhafe geweest. Bamberg overleed in 2013 een dag na zijn drieënnegentigste verjaardag in een ziekenhuis in Den Haag aan tuberculose.